# Дубовая роща (Эсто-Алтай)
Дубовая роща — памятник природы регионального значения. Статус придан постановлением Совета Министров Калмыцкой АССР № 352 от 10 августа 1977 года в целях защиты уникальных древесных насаждений.

## География
Дубовая роща расположена в посёлке Эсто-Алтай Яшалтинского района Республики Калмыкия и представляет собой искусственное древесное насаждение, посаженное в начале 1950-х годов. Главной породой является дуб черешчатый. Рельеф — слегка волнистая равнина с общим уклоном на юго-запад, относящаяся к Кумо-Манычской впадине.

## Растительный и животный мир
Видовое богатство древесных культур представлено, кроме 50-летних дубов, также такими видами, как тёрн, яблоня обыкновенная, ирга, акация, вяз шершавый и вяз широколистный, гледичия, груша, алыча, тополь чёрный, клён, рябина (по берегам каналов). Гнездовая фауна: сойка, серая ворона, сорока, синица, обыкновенная горлица и кольчатая горлица, вяхирь, ушастая сова, домовый сыч; из хищных видов обычны кобчик и пустельга, реже перепелятник.